# Parys (Südafrika)
Parys [paˈrɛĭs] ist eine Stadt in der südafrikanischen Provinz Freistaat. Sie ist Verwaltungssitz der Lokalgemeinde Ngwathe im Distrikt Fezile Dabi.

## Geographie
2011 hatte Parys 8071 Einwohner, die benachbarten Townships Tumahole und Schonkenville hatten 37.675 bzw. 2423 Einwohner. Parys liegt am Südostufer des Vaal, der hier die Grenze zur Provinz Nordwest bildet. Der Vaal bildet in diesem Bereich zahlreiche bewaldete Flussinseln, darunter Grooteiland, Woody Island und Gulf Island.

## Geschichte
Der Ort wurde 1882 auf dem Gelände der Farm Klipspruit gegründet. Eine niederländisch-reformierte Kirche wurde errichtet. Seinen Namen erhielt der Ort nach der Stadt Paris. Der Name stammt von dem deutschen Landvermesser Schilbach, der sich beim Blick auf den Vaal an die Seine in Paris erinnert fühlte. Der Ort gewann 1886 als Durchgangsstation für Reisende zum Witwatersrand an Bedeutung, nachdem dort Gold gefunden worden war. Während des Zweiten Burenkrieges war das Gebiet um Parys umkämpft. Einige Forts sind bis heute auf den umliegenden Hügeln und Flussinseln zu sehen. 1905 wurde Parys über eine Nebenbahn an das Schienennetz angeschlossen. 1915 errichtete man eine Betonbrücke über den Vaal, die zum weiteren Wachstum der Stadt beitrug. 1918 entstand eine Hängebrücke, die Gulf Island mit der Stadt verband. In den 1930er Jahren wurde ein neues Rathaus im Art-déco-Stil errichtet, nachdem der Vorgängerbau abgebrannt war.

## Wirtschaft und Verkehr
Zahlreiche Industriebetriebe waren in Parys angesiedelt, darunter eine Textilfabrik des deutschen Unternehmers Hans Thierfelder. Wenige der Betriebe existieren heute noch. Eine wichtige Rolle spielt dagegen der Tourismus. Parys liegt im Vredefort-Krater, der zum UNESCO-Welterbe gehört. Die Gesteinsschmelze infolge des Meteoriteneinschlags erzeugte neben verschiedenen Impaktgesteinen einen farblich auffälligen Granit, der als Naturwerkstein Verwendung fand.
Anfang November findet jeweils das Parys Dome Adventure Festival, auch Domefest, statt.
Parys liegt an der R59 zwischen Vredefort im Südwesten und Sasolburg im Nordosten. Die R53 führt von Parys nordwestwärts Richtung Potchefstroom. Die R500 verbindet die Stadt mit dem nördlich gelegenen Carletonville, die R723 führt nach Heilbron. Rund 15 Kilometer östlich führt die Fernstraße N1 vorbei. Eine im Güterverkehr genutzte Bahnstrecke verbindet Parys mit Dover an der Hauptstrecke Johannesburg–Bloemfontein sowie Vredefort. Der Parys Airport liegt am jenseitigen Vaal-Ufer und hat den ICAO-Code FAPY.

## Persönlichkeiten
- Frik du Preez (* 1935), südafrikanischer Rugbyspieler, besuchte in Parys die Schule
- Gary Anderson (* 1959), südafrikanischer Footballspieler, geboren in Parys
- Tokelo Rantie (* 1990), südafrikanischer Fußballspieler, geboren in Parys